# Eugène Tremblay
Eugène Tremblay (ur. 20 lutego 1936 w Saint-Hilarion) – kanadyjski duchowny rzymskokatolicki, w latach 2004–2011 biskup Amos.

## Życiorys
Święcenia kapłańskie przyjął 24 czerwca 1962 i został inkardynowany do archidiecezji Québecu. Był m.in. wykładowcą i psychologiem w miejscowym seminarium, sekretarzem rejonu duszpasterskiego Plateau oraz dyrektorem wydziału kurii ds. duchowieństwa.
4 listopada 1994 został prekonizowany biskupem pomocniczym Québecu ze stolicą tytularną Succuba. Sakrę biskupią otrzymał w bazylice św. Anny w Sainte-Anne-de-Beaupré 6 stycznia 1995. 3 maja 2004 został mianowany biskupem Amos. Ingres odbył się 6 sierpnia 2004. 22 lutego 2011 przeszedł na emeryturę.